# Túpolev Tu-1
El Túpolev Tu-1 fue un prototipo de variante de caza nocturno soviético del bombardero medio Túpolev Tu-2, que voló por primera vez después del fin de la Segunda Guerra Mundial. Fue cancelado cuando sus motores experimentales Mikulin AM-43V alcanzaron el fin de su vida útil.

## Desarrollo
Impresionados por las prestaciones del de Havilland Mosquito, los soviéticos solicitaron a Túpolev que modificara un Tu-2 como bombardero diurno de alta velocidad con una tripulación reducida, que fue designado ANT-63. Se encargó que el segundo prototipo de este proyecto fuera convertido en febrero de 1946 para usarlo como un interceptor triplaza de largo alcance capaz de llevar un radar aéreo, siendo designado internamente como ANT-63P y con la designación oficial de Tu-1. Se le dotó de prototipos del motor Mikulin AM-43V que accionaban hélices de cuatro palas, y estaba equipado con un nuevo equipo de radio. Reutilizó el tren de aterrizaje del Tu-2S estándar. Se instalaron dos cañones Nudelman-Suranov NS-45 de 45 mm con 50 disparos cada uno en la parte inferior del morro, y dos cañones Volkov-Yartsev VYa-23 o Nudelman-Suranov NS-23 de 23 mm en las raíces alares con 130 disparos por arma. El artillero dorsal disponía de una ametralladora UBT de 12,7 mm con 200 disparos y el artillero ventral recibió otra UBT con 350 disparos. Retenía la bodega interna de bombas, que podía llevar hasta 1000 kg de las mismas.
El Tu-1 voló por primera vez el 22 de marzo de 1947 y fue sometido a pruebas del fabricante hasta el 3 de octubre o el 3 de noviembre del mismo año. Las fuentes no concuerdan sobre el montaje del radar durante estas pruebas. Bill Gunston afirma que fue probado un derivado soviético del radar alemán FuG 220 Lichtenstein SN-2, mientras que Yefim Gordon cree que al final no se instaló ningún radar y que la corta vida útil de los prototipos del motor AM-43V acortaron las pruebas y desarrollo planeados. De todos modos, el avión no fue seleccionado para entrar en producción debido a que sus motores AM-43V tampoco estaban listos para entrar en producción.

## Variantes
ANT-63
Tu-2 modificado como bombardero diurno de alta velocidad, uno convertido.
ANT-63P (Tu-1)
Segundo prototipo como interceptor triplaza de largo alcance con radar, uno convertido.

## Especificaciones
Referencia datos: Gordon, OKB Tupolev: A History of the Design Bureau and its Aircraft

### Características generales
- Tripulación: Tres
- Longitud: 13,6 m (44,6 ft)
- Envergadura: 18,9 m (61,9 ft)
- Altura: 3,3 m (10,9 ft)
- Superficie alar: 48,8 m² (525,3 ft²)
- Perfil alar: raíz:  TsAGI-40 (13.75%) ; punta: TsAGI-40 (9.9%)[3]
- Peso vacío: 9460 kg[1]
- Peso cargado: 12 755 kg (28 112 lb)
- Peso máximo al despegue: 14 460 kg[1]
- Planta motriz: 2× motor lineal V12 refrigerado por líquido Mikulin AM-43V.
  - Potencia: 1454 kW (2005 HP; 1977 CV) cada uno.
- Hélices: Cuatripala de velocidad constante

### Rendimiento
- Velocidad máxima operativa (Vno): 641 km/h (398 MPH; 346 kt)
- Alcance: 2250 km (1215 nmi; 1398 mi)
- Techo de vuelo: 11 000 m (36 089 ft)
- Carga alar: 261,4 kg/m² (53,5 lb/ft²)

### Armamento
- Ametralladoras: 

  - 2x UBT de 12,7 mm

- Cañones: 

  - 2x Nudelman-Suranov NS-45 de 45 mm

## Aeronaves relacionadas

### Aeronaves similares
- Dornier Do 17
- Dornier Do 217
- Focke-Wulf Ta 154
- Junkers Ju 88
- Douglas A-20 Havoc
- Petlyakov Pe-3

### Secuencias de designación
- Secuencia Tu-_ (interna de Túpolev): ← Tu-1 - Tu-2 - Tu-4 - Tu-6 - Tu-8 →